# Teorema da representação de Riesz
Em matemática, existem diversos teoremas que recebem o nome de teorema da representação de Riesz.
O mais conhecido destes teoremas é o Teorema de Riesz–Fréchet que se refere à representação de funcionais lineares contínuos em espaços de Hilbert.

## Teorema da representação de Riesz–Fréchet
Seja {\displaystyle H\,} um espaço de Hilbert, munido de produto interno, e {\displaystyle \phi :H\to K} um funcional linear contínuo. Então existe um único {\displaystyle y_{0}\in H} tal que:
{\displaystyle \phi (x)=\langle x,y_{0}\rangle ,\ \forall x\in H\,}
E além disso:
{\displaystyle ||\phi ||=||y_{0}||}
Portanto o teorema estabelece uma identificação entre um espaço de Hilbert e seu espaço dual.

### Motivação
Se {\displaystyle H} é um espaço de Hilbert munido de produto interno e {\displaystyle y\in H} então existe o funcional:
{\displaystyle \phi _{y}:H\to K\ ,\ \phi _{y}(x)=\langle x,y\rangle }
Note que:
- Esse funcional é linear pois o produto interno mantêm linearidade.
- Contínuo pois: fixando {\displaystyle \epsilon >0} se {\displaystyle ||w||-||z||\leq {\frac {\epsilon }{||y||}}} então:{\displaystyle \phi _{y}(w)-\phi _{y}(z)=\langle y,w\rangle -\langle y,z\rangle \leq ||y||.||w||-||y||.||z||=||y||\ (\ ||w||-||y||\ )\leq ||y||.{\frac {\epsilon }{||y||}}=\epsilon }.
- {\displaystyle ||\phi _{y}||=||y||} pois {\displaystyle ||\phi _{y}({\frac {y}{||y||}})||={\frac {||\phi _{y}(y)||}{||y||}}={\frac {\langle y,y\rangle }{||y||}}={\frac {||y||^{2}}{||y||}}=||y||}.

Ou seja, {\displaystyle \phi _{y}\in H'} e {\displaystyle ||\phi _{y}||=||y||}.
Seria interessante que todos os funcionais lineares contínuos fossem da forma descrita acima para algum {\displaystyle y\in H}.

### Demonstração
Se {\displaystyle \phi } é um funcional tal que {\displaystyle \phi (x)=0} sempre, então basta tomar {\displaystyle y_{0}=0} que então {\displaystyle \phi (x)=0=\langle 0,x\rangle \ \forall x\in H}.
Se {\displaystyle \phi } não é identicamente nulo, então o núcleo de {\displaystyle \phi } que é o conjunto {\displaystyle N=\{x\in H:\ \phi (x)=0\}} é um subespaço próprio e fechado de {\displaystyle H}.
Portanto {\displaystyle N^{\perp }\neq \{0\}} . Seja {\displaystyle x_{0}\in N^{\perp }} tal que {\displaystyle ||x|=1}.
Vamos provar que {\displaystyle y_{0}=\phi (x_{0}).x_{0}} satisfaz a condição do teorema.
Dado {\displaystyle x\in H} note que como podemos decompor {\displaystyle H}  como soma direta de {\displaystyle N} com {\displaystyle N^{\perp }} então {\displaystyle x=(x-{\frac {\phi (x)}{\phi (x_{0})}}x_{0})+{\frac {\phi (x)}{\phi (x_{0})}}x_{0}} onde: {\displaystyle x-{\frac {\phi (x)}{\phi (x_{0})}}x_{0}\in N} e {\displaystyle {\frac {\phi (x)}{\phi (x_{0})}}x_{0}\in N^{\perp }} .
Logo :
{\displaystyle \langle x,y_{0}\rangle =\langle x-{\frac {\phi (x)}{\phi (x_{0})}}x_{0},\ y_{0}\rangle +\langle {\frac {\phi (x)}{\phi (x_{0})}}x_{0},\ y_{0}\rangle }
Como {\displaystyle y_{0}\in N^{\perp }} e {\displaystyle x-{\frac {\phi (x)}{\phi (x_{0})}}x_{0}\in N} então:
{\displaystyle \langle x,y_{0}\rangle =0+{\frac {\phi (x)}{\phi (x_{0})}}\langle x_{0},y_{0}\rangle ={\frac {\phi (x)}{\phi (x_{0})}}\langle x_{0},\phi (x_{0}).x_{0}\rangle =\phi (x)\langle x_{0},x_{0}\rangle =\phi (x).||x_{0}||}
Como {\displaystyle ||x_{0}||=1} então temos que:
{\displaystyle \langle x,y_{0}\rangle =\phi (x).}

### Consequências
- Todo espaço de Hilbert é isomorfo ao seu dual.
- O dual de um espaço de Hilbert também é de Hilbert